# Schizoporella bifrons
Schizoporella bifrons is een mosdiertjessoort uit de familie van de Schizoporellidae. De wetenschappelijke naam van de soort is voor het eerst geldig gepubliceerd in 1965 door Moyano.